# Ivanildo Rozenblad
Ivanildo Rozenblad (Paramaribo, 16 mai 1996 – Totness, district de Coronie, 12 mai 2021) est un footballeur international surinamien qui évoluait au poste d'attaquant.

## Biographie

### Carrière en club
Ivanildo Rozenblad se fait remarquer dès sa première saison au sein du SV Robinhood en marquant lors de la finale de la Coupe du Suriname 2015-2016 face au Walking Bout Company (1-1 a.p. victoire 4 tab 3).
Lors de l'exercice 2016-2017, il devient le meilleur buteur du championnat avec 20 buts marqués. Bis repetita l'année suivante, avec 22 buts marqués, saison où il a aussi l'occasion de faire le doublé Coupe-Championnat avec le SV Robinhood.

### Carrière en sélection
Il joue son premier match en équipe du Suriname le 8 octobre 2016, contre le Guyana, à l'occasion des éliminatoires de la Coupe caribéenne des nations 2017, en inscrivant un but lors de cette rencontre (victoire 3-2). Toujours dans le cadre de ces éliminatoires, il marque en prolongations le but de la victoire 1-2 contre Trinité-et-Tobago, le 4 janvier 2017.

#### Buts en sélection
| Buts en sélection d'Ivanildo Rozenblad | Buts en sélection d'Ivanildo Rozenblad | Buts en sélection d'Ivanildo Rozenblad          | Buts en sélection d'Ivanildo Rozenblad | Buts en sélection d'Ivanildo Rozenblad | Buts en sélection d'Ivanildo Rozenblad | Buts en sélection d'Ivanildo Rozenblad |
|                                        | Date                                   | Lieu                                            | Adversaire                             | Score                                  | Résultat                               | Compétition                            |
| -------------------------------------- | -------------------------------------- | ----------------------------------------------- | -------------------------------------- | -------------------------------------- | -------------------------------------- | -------------------------------------- |
| 1.                                     | 8 octobre 2016                         | André Kamperveen Stadion, Paramaribo (Suriname) | Guyana                                 | 3-1                                    | 3-2 a.p.                               | QCAR 2017                              |
| 2.                                     | 4 janvier 2017                         | Ato Boldon Stadium, Couva (Trinité-et-Tobago)   | Trinité-et-Tobago                      | 1-2                                    | 1-2 a.p.                               | QCAR 2017                              |

### Décès
Ivanildo Rozenblad meurt à seulement 24 ans, le 12 mai 2021.

## Palmarès

### Collectif
- Avec le SV Robinhood:
  - Champion du Suriname en 2017-18.
  - Vainqueur de la Coupe du Suriname en 2016 et 2018.

### Distinctions individuelles
- Meilleur buteur du championnat du Suriname en 2016-17 (20 buts) et 2017-18 (22 buts) avec le SV Robinhood.